# Gare de Sevran - Livry
Gare de Sevran - Livry vasútállomás és RER állomás Franciaországban, Sevran településen.

## Vasútvonalak
Az állomást az alábbi vasútvonalak érintik:
- La Plain-Hirson-vasútvonal

## Kapcsolódó állomások
A vasútállomáshoz az alábbi állomások vannak a legközelebb:
- Gare du Vert-Galant (Gare de Mitry - Claye, B RER-vonal)
- Gare d’Aulnay-sous-Bois (Gare de Saint-Rémy-lès-Chevreuse, Gare de Robinson, B RER-vonal)

## Lásd még
- Franciaország vasútállomásainak listája
- A RER állomásainak listája